# Myctophum punctatum
Il pesce lanterna puntato (Myctophum punctatum) è un pesce abissale della famiglia Myctophidae.

## Distribuzione e habitat
Questo pesce è presente nel mar Mediterraneo (più raro nelle regioni orientali) e nell'intero Oceano Atlantico settentrionale. Nei mari italiani è comune nei bacini più profondi come il mar Ligure e lo Stretto di Messina, dove si trova spiaggiato con frequenza.
 Ha abitudini pelagiche di profondità, si trova fino almeno a 2000 metri e di notte risale a profondità meno elevate, talvolta fino in superficie (migrazione nictemerale).

## Descrizione
Come tutti i pesci lanterna si distingue dalle specie affini unicamente dall'osservazione della disposizione dei fotofori, in questa specie i fotofori SAO (vedi legenda nella voce della famiglia Myctophidae) sono disposti su una linea obliqua e quasi dritta (l'inferiore è disposto più in alto del VO più inferiore ma più in basso del VLO) ed il POL è sito più in avanti rispetto alla pinna adiposa. Da 7 a 9 AO anteriori ed 8-10 posteriori. Dimorfismo sessuale presente: i maschi hanno da 1 a 3 piccoli fotofori nella parte superiore del peduncolo caudale, le femmine ne hanno da 2 a 6 nella parte bassa del peduncolo caudale.

Il colore del pesce è argenteo brillante con pinne bluastre ed iride dell'occhio argentea. Appena preso in mano perde le squame e diventa grigiastro.

Può raggiungere i 10 cm di lunghezza.

## Alimentazione
Si ciba di organismi planctonici come copepodi ed altri crostacei.

## Riproduzione
La femmina depone 800-900 uova; le larve che se ne schiudono hanno occhi su un peduncolo.

## Pesca
Talvolta catturato in buone quantità dalle reti a strascico, il suo valore sui mercati è nullo. La carne è buona, simile a quella dell'acciuga.